# Kanton Saint-Julien-l'Ars
Kanton Saint-Julien-l'Ars (fr. Canton de Saint-Julien-l'Ars) je francouzský kanton v departementu Vienne v regionu Poitou-Charentes. Skládá se z 11 obcí.

## Obce kantonu
- Bignoux
- Bonnes
- La Chapelle-Moulière
- Jardres
- Lavoux
- Liniers
- Pouillé
- Saint-Julien-l'Ars
- Savigny-Lévescault
- Sèvres-Anxaumont
- Tercé